# 安托万·里戈多
安托万·罗歇·里戈多（法語：Antoine Roger Rigaudeau，1971年12月17日—），綽號Le Roi（國王），生於曼恩-羅亞爾省紹萊，法国前职业篮球运动员。

## 生平
里戈多在Virtus Bologna時贏得1997-98年和2000-01年的歐洲籃球聯賽。2000年悉尼奥运会法国队与中国队的交战中，中国队一度领先大半场，最后功亏一篑，被 6号里戈多用4个三分球打垮。最终里戈多率领法国队夺得2000年奥运会的男篮银牌。同年8月，法國總統授與里戈多法國榮譽軍團勳章騎士勳位（Chevalier）。
2001年歐洲籃球錦標賽之前，他在法國國家男子籃球隊的110次出賽後從國際籃球界退休，但決定為了2005年歐洲籃球錦標賽返回，他在該次比賽中奪得銅牌。他在錦標賽之後再次退休。

## 俱乐部
- 法国
  - Cholet Basket (1978-1995)
  - Élan Béarnais Pau-Orthez (1995-1997)
- 意大利
  - Virtus Bologna (1997-2003)
- 美国
  - 达拉斯小牛队 (NBA) (2003)
  - 金州勇士队 (NBA) (从未登场)
- 西班牙
  - 瓦伦西亚 (2003-2005)

## 荣誉
国家队荣誉
- 悉尼奥运会男篮银牌
- 2005年欧洲男篮锦标赛铜牌

俱乐部荣誉
- 1996年法国联赛冠军

- 1998, 2001年意大利联赛冠军
  - 男篮欧冠联赛: 1998, 2001冠军
  - 1999, 2001, 2002意大利杯赛冠军

个人荣誉
- 法兰西MVP: 1991, 1992, 1993, 1994, 1996
- 欧洲全明星: 1998, 1999